# Wielkie Księstwo Moskiewskie
Wielkie Księstwo Moskiewskie (ros. Великое княжество Московское, łac. Magnus Ducatus Moscuensis; potocznie pol. Moskwa, ros. Московия, łac. Moscovia lub Muscovia) – państwo wielkoruskie istniejące w latach 1263–1547, ze stolicą w Moskwie. Po raz pierwszy Księstwo Moskiewskie zostało wydzielone w 1213 roku z Wielkiego Księstwa Włodzimierskiego, po raz kolejny w 1263 roku z tego samego księstwa. Do około 1263 roku funkcjonowało jako księstwo dzielnicowe, następnie jako udzielne księstwo dziedziczne. Książęta moskiewscy byli od roku 1319 (z krótkimi okresami przerwy) zarówno wielkimi książętami włodzimierskimi i z tego tytułu przysługiwała im zwierzchność nad pozostałymi książętami ruskimi. W XIV wieku Księstwo Moskiewskie zostało podniesione do rangi wielkiego księstwa. W latach 1271–1480 zależne od Złotej Ordy.
Władcy moskiewscy z dynastii Rurykowiczów doprowadzili do wyzwolenia Wielkorusi spod panowania tatarskiego i rozpoczęli proces jednoczenia ziem ruskich, kończąc w XVI wieku okres rozbicia dzielnicowego Rusi, kiedy to Wielkie Księstwo Moskiewskie stało się jedynym niezawisłym państwem ruskim. Po podboju Bizancjum, Bałkanów i Kaukazu przez Turków Wielkie Księstwo Moskiewskie stało się także jedynym niepodległym państwem prawosławnym na świecie. Moskwa zaczęła aspirować do roli spadkobierczyni Bizancjum i stolicy świata prawosławnego, co wyrażono m.in. w teorii trzech Rzymów. W 1547 roku odbyła się koronacja wielkiego księcia moskiewskiego Iwana IV Groźnego na „cara wszech Rusi”, co dało początek Carstwu Rosyjskiemu. Carowie rosyjscy nadal jednak używali tytułów m.in. wielkich książąt moskiewskich i włodzimierskich aż do upadku monarchii w Rosji w 1917 roku.

## Nazewnictwo
Początkowo funkcjonowało jako „Księstwo Moskiewskie”. Według różnych źródeł w latach 1328–1389 Księstwo Moskiewskie zostało podniesione do rangi wielkiego księstwa, jednak w rosyjskiej tytulaturze monarszej epitet „moskiewski” wymieniany był cały czas dopiero za „wielkim księciem włodzimierskim”. W 1432 roku Wasyl II Ślepy został pierwszym wielkim księciem koronowanym w Moskwie, a nie we Włodzimierzu.
Zwierzchność wielkich książąt kijowskich i później włodzimierskich nad pozostałymi księstwami ruskimi była wyrażana m.in. za pomocą tytułu „wielki książę kijowski (i/lub) włodzimierski i wszech Rusi”. Około 1305 roku pojawił się tytuł „wielki książę wszech Rusi”, używany przez wielkich książąt włodzimierskich, twerskich i moskiewskich: Michała III Jarosławicza, Iwana I Kalitę, Siemiona Dumnego i Wasyla I Dymitrowicza. Około 1446 roku wprowadzono tytuł „hospodara wszech Rusi” stosowany kolejno przez wielkich książąt moskiewskich: Dymitra Szemiakę, Wasyla II Ślepego, Iwana III Srogiego i Wasyla III. Począwszy od XI wieku wobec wielkich książąt zaczęto na Rusi używać nieformalnego tytułu „car”, początkowo sporadycznie, a od czasów Iwana III Srogiego tytuł ten był stosowany już regularnie i pojawił się w stosunkach dyplomatycznych z niektórymi państwami. Pierwszym władcą koronowanym na „cara wszech Rusi” został w 1547 roku Iwan IV Groźny.
W 1503 roku, w rozejmie przerywającym wojnę litewsko-moskiewską, Wielkie Księstwo Litewskie uznało Iwana III Srogiego za „hospodara wszystkiej Rusi”, jednak Rzeczpospolita Obojga Narodów w okresie późniejszym nie uznawała tytułów ani cara ani cesarza Rosji. W nazewnictwie nadal używano nazwy Wielkie Księstwo Moskiewskie wobec całej Rosji. Uległo to zmianie na sejmie konwokacyjnym w 1764 roku, gdy posłowie ustąpili pod naciskiem Katarzyny II. W okresie rozbiorów Rosja wykorzystała uznanie tych tytułów jako pretekst, do składania żądań terytorialnych wobec ziem ruskich należących do Rzeczypospolitej.

## Symbole państwowe
Na średniowiecznej Rusi herby państwowe nie były używane, a sama tradycja herbowa była początkowo obca dla Rusinów. Chorągwie ruskie sprzed 1547 roku nie uległy zachowaniu, brakuje także ich rzetelnych opisów. Na Rusi szeroko używane były znaki i inskrypcje własnościowe oraz pieczęcie książęce. System heraldyczny w państwie rosyjskim został przyjęty dopiero w czasie panowania cara Aleksego I (1645–1676) i rozwinięty w okresie rządów Piotra I Wielkiego (1682–1725).
Początkowo na wielkoksiążęcych pieczęciach były przedstawiane wizerunki świętych – patronów książąt moskiewskich, np. na pieczęci Iwana I Kality widniał wizerunek św. Jana Klimaka, a na pieczęci Siemiona Dumnego wizerunek św. Szymona Apostoła.
Pierwszymi niepatronalnymi godłami wielkich książąt moskiewskich była Pogoń i następnie wizerunek św. Jerzego Zwycięzcy, nazywanego w wiekach późniejszych popularnie „jeźdźcem smokobójcą” i będącego podstawowym wariantem Pogoni Ruskiej. Dwugłowy orzeł został przyjęty przez Wielkie Księstwo Moskiewskie po zawarciu małżeństwa przez Iwana III Srogiego z ostatnią dziedziczką tronu bizantyjskiego Zofią Paleolog w 1472 roku. Od tej chwili władcy Wielkiego Księstwa stali się spadkobiercami Bizancjum i zaczęli regularnie używać herbu cesarzy bizantyjskich. Dwugłowy orzeł jako symbol państwowy został zatwierdzony w Sudiebniku z roku 1497. W okresie od Iwana III Srogiego do Aleksego I na pieczęciach wielkoksiążęcych pojawia się obok dwugłowego orła jednorożec, występujący niekiedy razem z Pogonią Ruską.
| | |                                                 |                                                                              | | |
| Pieczęć Iwana I Kality z około 1330 roku z jego patronem św. Janem Klimakiem i napisem „pieczęć wielkiego kniazia” | Pieczęć Siemiona Dumnego z około 1345 roku z jego patronem św. Szymonem Apostołem i tytułem „wielki kniaź wszech Rusi” | Pieczęć Dymitra Dońskiego z XIV wieku z Pogonią | Moneta Wasyla II Ślepego z około 1450 roku ze św. Jerzym Zwycięzcą i Pogonią | Pieczęć Iwana III z 1504 roku z Pogonią Ruską i dwugłowym orłem. Widoczny napis „hospodar wszech Rusi” | Pieczęć Iwana IV z 1539 roku z dwugłowym orłem i jednorożcem. Widoczny napis „z bożej łaski car i wielki kniaź” |

## Historia

### Ruś w XII–XIV wieku

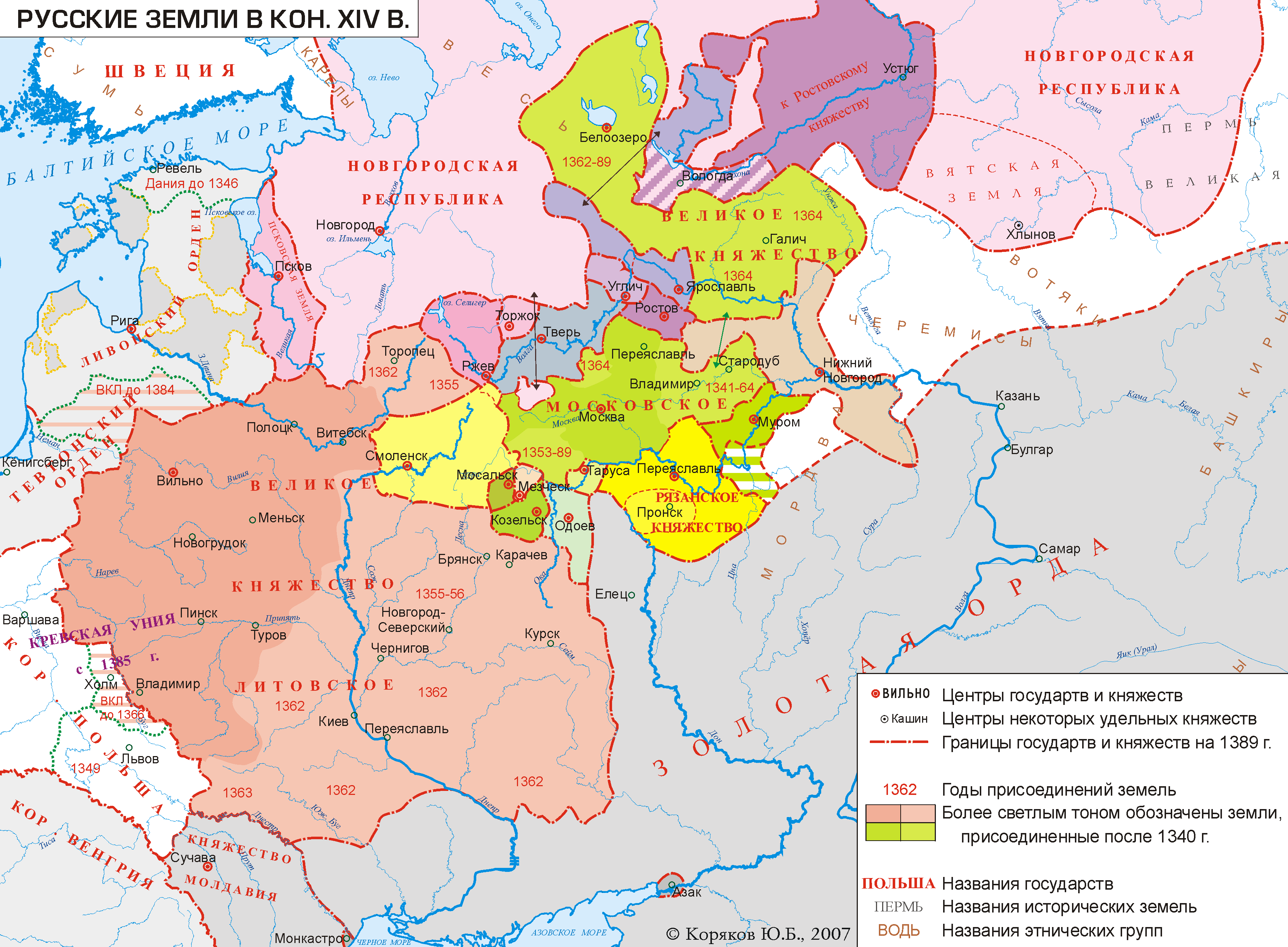
Ziemie ruskie pod koniec XIV wieku

Po 1054 roku Ruś Kijowska uległa rozbiciu dzielnicowemu dzieląc się na kilkadziesiąt księstw i dwie republiki, przy czym książęta, którym udało się zawładnąć Kijowem byli w hierarchii feudalnej wyżej postawieni od pozostałych książąt i posługiwali się tytułem wielkiego księcia. W 1169 roku książę włodzimierski Andrzej I Bogolubski zdobył Kijów i tytuł wielkiego księcia. Odmiennie od większości swoich poprzedników, nie przeniósł do tego miasta swej stolicy, lecz po opanowaniu Kijowa osadzał tam podległych sobie kniaziów. Główny ośrodek swego państwa pozostawił w rodzimym Włodzimierzu nad Klaźmą, który odtąd stał się stolicą wielkiego księstwa i przejął dominującą rolę Kijowa. Znaczenie Kijowa upadło ostatecznie w wyniku zniszczenia grodu przez Tatarów i przeniesienia stolicy metropolii prawosławnej z Włodzimierza do Moskwy w 1325 roku.
W XIII wieku rosło zagrożenie księstw ruskich ze strony Złotej Ordy tatarskiej. Po klęsce sił rusko-połowieckich w bitwie nad Kałką w 1223 roku Batu-chan podbił wszystkie ziemie ruskie z wyjątkiem księstw połockiego i pińskiego oraz Republiki Nowogrodzkiej, która jednak została zmuszona do uznania zwierzchnictwa tatarskiego i opłacania rocznego trybutu. Tatarzy nie przejęli bezpośrednich rządów w podbitych księstwach, zadowolili się każdorazowym zatwierdzaniem kandydata do tronu książęcego we Włodzimierzu, który z kolei pełnił funkcje zwierzchnie nad resztą książąt i miał prawo zwracania się o pomoc do chana.
W XIII i XIV wieku niektóre z zachodnich, mniejszych księstw ruskich przeszły w strefę wpływów nabierającej znaczenia Litwy. Litwa korzystając z rozbicia dzielnicowego i osłabienia Rusi walkami z Tatarami, wielokrotnie najeżdżała ziemie ruskie całkowicie podbijając księstwa połockie i pińskie. Po klęsce poniesionej przez księstwo kijowskie w bitwie z wojskami litewskimi nad Irpieniem (1320) Kijowszczyzna stała się zależna od Litwy, a w 1362 bezpośrednio do niej wcielona. W wyniku wojny polsko-litewskiej (1340–1392) zostało zlikwidowane księstwo halicko-wołyńskie a jego terytorium rozdzielone pomiędzy Polskę i Litwę.

### Utworzenie księstwa

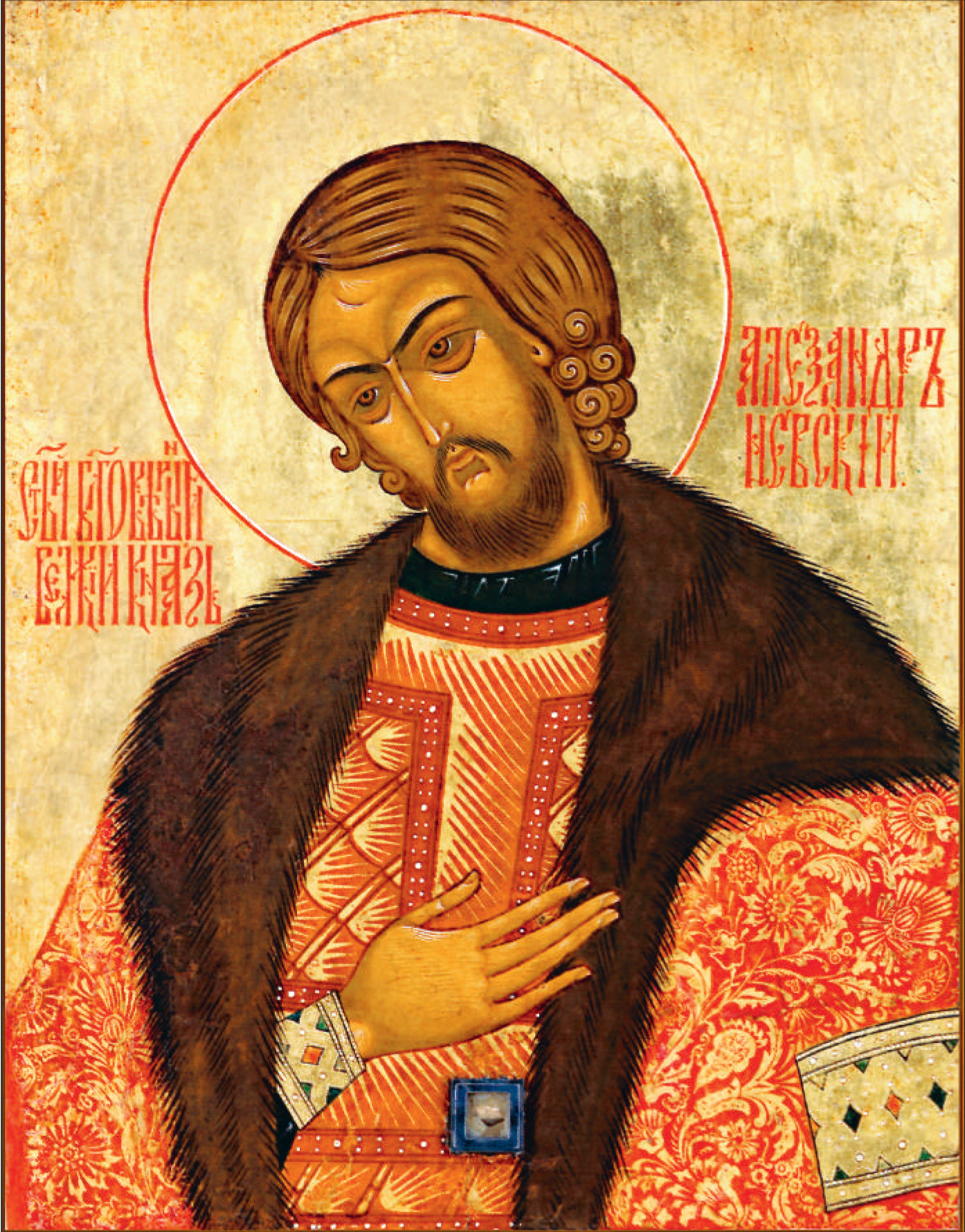
W 1263 roku Aleksander Newski wydzielił Księstwo Moskiewskie dla swego najmłodszego syna Daniela

Księstwo moskiewskie zostało po raz pierwszy wydzielone w 1213 roku przez Włodzimierza Wsiewołodowica, syna Wsiewołoda Wielkie Gniazdo, który odebrał gród moskiewski swemu bratu, wielkiemu księciu włodzimierskiemu Jerzemu II. W 1238 roku na tronie moskiewskim zasiadł syn wielkiego księcia Jerzego II – Włodzimierz Juriewicz. Przypuszczalnie w 1248 roku kniaź Borys Michajłowicz wcielił Księstwo Moskiewskie ponownie w skład Wielkiego Księstwa Włodzimierskiego.
W okresie panowania tatarskiego wodzem dużej rangi i zręcznym politykiem okazał się wielki książę kijowski i włodzimierski Aleksander Newski, pochodzący z Nowogrodu Wielkiego. W 1240 roku pokonał Szwedów w bitwie nad Newą, w 1242 roku rozgromił na jeziorze Pejpus wojska krzyżackie oraz powstrzymał najeżdżające Ruś wojska litewskie. W 1252 r. otrzymał od chana Sartaka Wielkie Księstwo Włodzimierskie, a wraz z nim zwierzchnictwo nad wszystkimi księstwami ruskimi. Po śmierci Borysa Michajłowicza w 1263 roku z woli Aleksandra Newskiego ponownie wydzielono Księstwo Moskiewskie dla jego najmłodszego syna – Daniela Aleksandrowicza. Aleksander Newski był ostatnim wielkim księciem sprawującym rządy we Włodzimierzu i mającym faktyczną władzę nad większością księstw ruskich. Po jego śmierci doszło do kryzysu politycznego w Wielkim Księstwie Włodzimierskim i uniezależnienia się kolejnych dzielnic ruskich. Następni wielcy książęta byli koronowani za zgodą chana we Włodzimierzu, jednak bezpośrednie rządy sprawowali w księstwach, z których się wywodzili, a ich zwierzchność nad pozostałymi ziemiami była czysto formalna.

### Rządy Daniela Aleksandrowicza

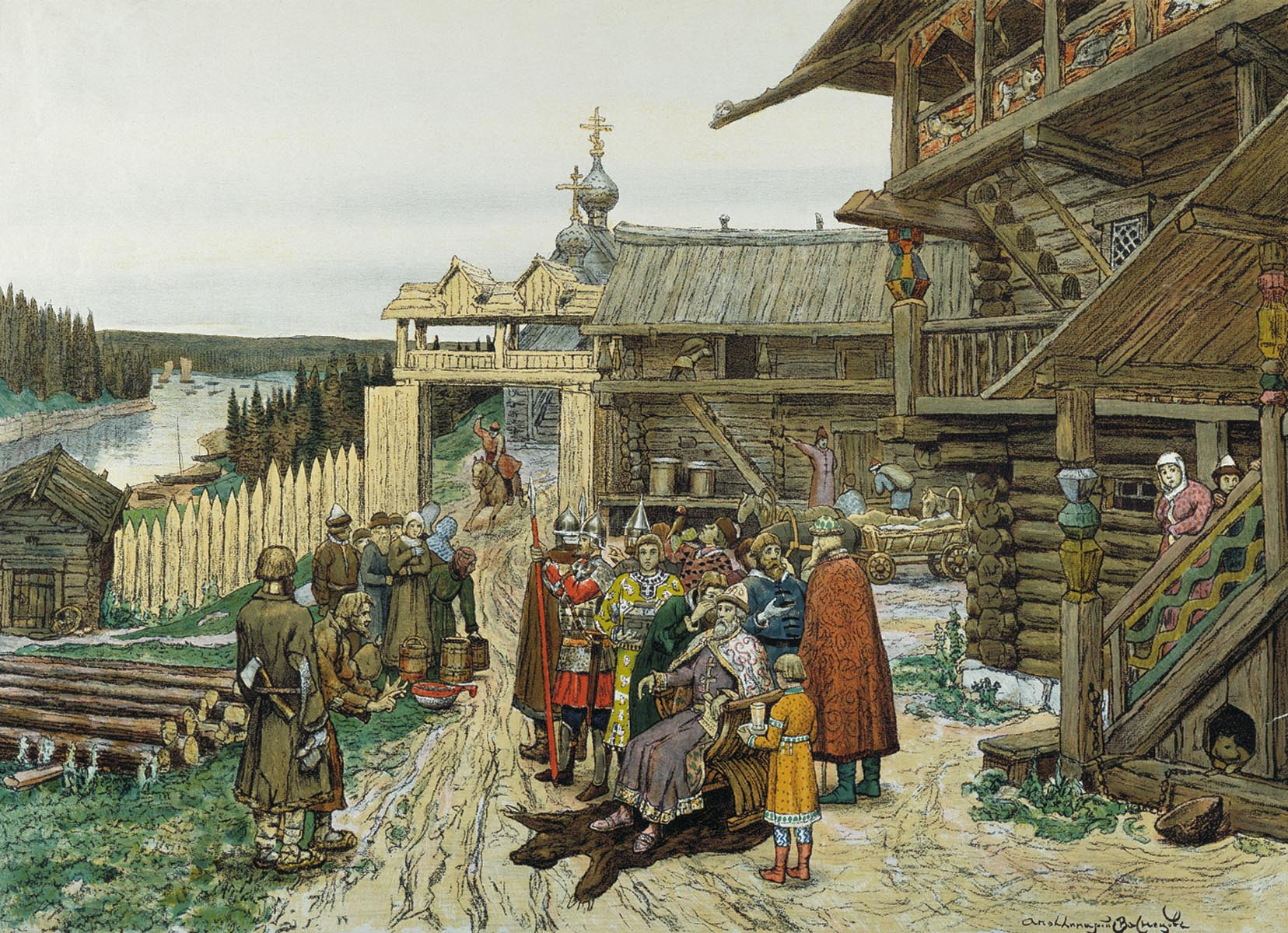
W początkowym okresie rządów Daniela Moskwa była niewielkim drewnianym grodem pośród lasów Środkowej Rusi

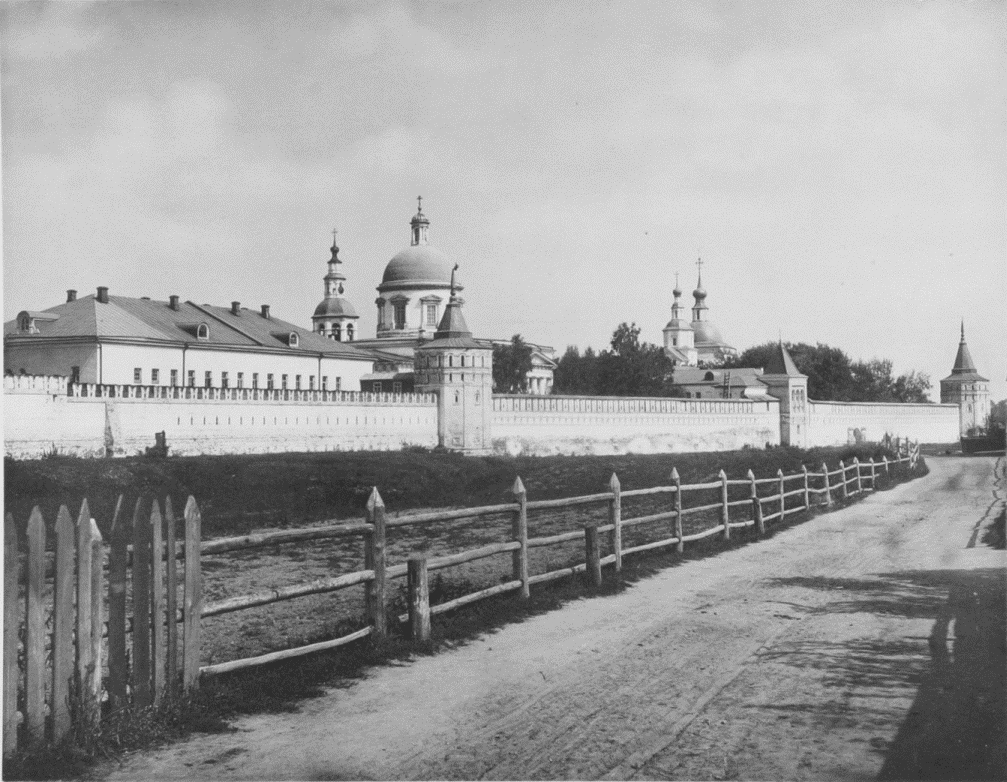
Monaster Daniłowski w Moskwie ufundowany w 1300 roku.

Z walk o sukcesję po Aleksandrze Newskim zwycięsko wyszło niewielkie wówczas Księstwo Moskiewskie, w którym od 1263 roku na tronie zasiadał najmłodszy syn Aleksandra, Daniel, założyciel moskiewskiej linii Rurykowiczów. Od tego momentu Księstwo Moskiewskie stało się monarchią dziedziczną. Daniel mając w dniu śmierci ojca trzy lata uzyskał pełnię władzy w księstwie dopiero w 1277 lub według innych źródeł w 1283 roku. Nowy książę moskiewski odziedziczył imię po swym bliskim krewnym Danielu Halickim, zmarłym w 1264 roku lub, według innej wersji, otrzymał imię na cześć świętego Daniela Stility.
W latach 1300–1303 Daniel przyłączył do Księstwa Moskiewskiego znajdującą się tuż nad ujściem Moskwy Kołomnę, a także Peresław Zaleski i leżący na zachodzie Możajsk. Za panowania Daniela wybudowano w Moskwie Monaster Daniłowski – obecnie jedną z rezydencji patriarchów Moskwy i Wszechrusi. Na krótko przed swoją śmiercią książę przyjął śluby zakonne i kazał się pochować właśnie w tym monasterze.

### Rządy Jerzego III Daniłowicza
Daniel zmarł w 1303 roku pozostawiając tron swojemu najstarszemu synowi Jerzemu III. W tym samym roku zmarł także wielki książę włodzimierski Andrzej III Aleksandrowicz, brat Daniela. Fakt ten postanowił wykorzystać Jerzy i uzyskać tytuł wielkiego księcia włodzimierskiego. Głównym przeciwnikiem okazał się jego kuzyn, książę twerski Michał Jarosławicz (syn Jarosława III, brata Aleksandra Newskiego). Początkowo przewagę zdobył Michał, którego chan Złotej Ordy uznał za wielkiego księcia włodzimierskiego. Polityka Michała i Jerzego doprowadziła wkrótce na Rusi do wybuchu wojny domowej, która nie przyniosła rozstrzygnięcia.
W celu uzyskania przewagi nad Michałem, Jerzy wyruszył do stolicy Złotej Ordy Saraj Batu aby zawrzeć sojusz z chanem Ozbegiem. Pobyt Jerzego na dworze chana trwał dwa lata. W tym czasie książę zacieśnił stosunki z władcą Złotej Ordy, czego wynikiem było małżeństwo z siostrą Ozbega Agafią (Konczaką) i uznanie w 1317 roku Jerzego za wielkiego księcia włodzimierskiego. Obawiając się zjednoczenia Rusi, chanowie Złotej Ordy dążyli do skłócenia księstw ruskich. Przeciwko silniejszemu księciu twerskiemu Michałowi, Ozbeg wyniósł na wielkoksiążęcy tron włodzimierski właśnie Jerzego. W kolejnych walkach została przez Michała pojmana Agafia, żona Jerzego, która wkrótce zmarła w niewoli. Śmierć Agafii dała Jerzemu powód do oskarżenia Michała o spisek przeciw Ozbegowi. Michał został wezwany do Saraj Batu i przez Ozbega zgładzony. Pozbycie się rywala nie uchroniło jednak Jerzego od dalszych walk z jego następcami. W 1322 roku brat Michała i nowy książę twerski Dymitr Groźne Oczy uzyskał od chana Ozbega jarłyk na wielkie księstwo włodzimierskie. Po trzech latach Jerzy ponownie wyruszył do Saraj Batu aby wynegocjować nowy sojusz, jednakże na dworze chana padł ofiarą spisku Dymitra.
Jerzy III był dwukrotnie żonaty. Po raz pierwszy ożenił się w 1297 roku z kniahinią rostowską. Jego drugą żoną była Agafia. Pozostawił córkę Zofię, która w 1320 roku poślubiła Konstantego – syna największego konkurenta Jerzego, księcia twerskiego Michała.

### Rządy Iwana I Kality

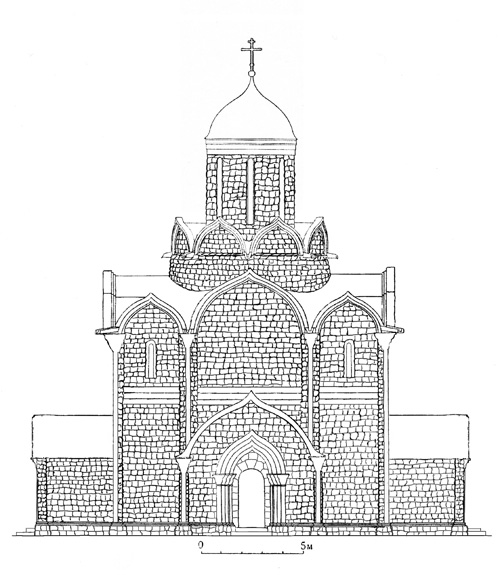
Pierwszy sobór Zaśnięcia Matki Bożej w Moskwie ufundowany w 1326 roku

Po śmierci Jerzego III w Saraj Batu, władzę w Księstwie Moskiewskim przejął jego brat i zarazem najmłodszy syn Daniela Iwan I Kalita, który położył podwaliny pod przyszłą potęgę Wielkiego Księstwa Moskiewskiego. W 1328 roku przy pomocy Tatarów pokonał księcia twerskiego Aleksandra Michajłowicza i w tym samym roku uzyskał tytuł wielkiego księcia włodzimierskiego. Iwan Kalita kontynuował politykę swego poprzednika zmierzającą do powiększania moskiewskich posiadłości książęcych, jednak uczynił to w niespotykany dotąd sposób. Udzielał pożyczek finansowych innym kniaziom, żądając w zamian zabezpieczenia na miastach i wsiach. Gdy nie mogli spłacić pożyczki odmawiał prolongowania długu i przyłączał te terytoria do Księstwa Moskiewskiego.
W 1328 roku Kalita przeniósł stolicę Wielkiego Księstwa z Włodzimierza do rodzimej Moskwy, co dało początek Wielkiemu Księstwu Moskiewskiemu. Nadal jednak wielcy książęta moskiewscy (do końca XIV wieku) najpierw obejmowali władzę we Włodzimierzu i tytułowali się wielkimi książętami włodzimierskimi. W 1335 roku Republika Nowogrodzka uznała władzę Iwana Kality jako wielkiego księcia. Moskwa stała się wówczas głównym ośrodkiem politycznym, religijnym i kulturowym Rusi. Iwan Kalita ufortyfikował Moskwę i otoczył kreml nową, dębową palisadą. Ufundował m.in. kamienny sobór Zaśnięcia Matki Bożej w Moskwie. Skupowanie ziemi, fundowanie cerkwi i budowa fortyfikacji były jednakże kosztowne. W tym celu Iwan I skrzętnie gromadził fundusze (stąd jego przydomek „Kalita” – sakiewka) wykorzystując przy tym część trybutu przeznaczonego dla chana Złotej Ordy. Był to pierwszy przypadek, kiedy wielki książę podważył panowanie Złotej Ordy na Rusi.

### Rządy Siemiona Dumnego
Supremację polityczną Siemona uznała niemal natychmiast po śmierci Kality prawie cała Ruś. W chwili objęcia tronu Księstwo Moskiewskie znajdowało się w stanie wojny z Republiką Nowogrodzką, wynikającą z roszczeń finansowych Moskwy wobec Nowogrodu wysuniętych w okresie panowania Kality. Wojna zakończyła się wyprawą zbrojną na Nowogród, zapłatą kontrybucji na rzecz wielkiego księcia moskiewskiego i przyjęciem jego namiestnika. W 1348 roku doszło do wydzielenia się Republiki Pskowskiej z Republiki Nowogrodzkiej. Jedyną przyczyną, dla której Psków pozostawał do tej chwili w ramach państwa nowogrodzkiego były kwestie cerkiewne, szczególnie przynależność Pskowa do biskupstwa nowogrodzkiego. Wiec pskowski uznał władzę zwierzchnią wielkich książąt moskiewskich, przyjął namiestnika moskiewskiego i zobowiązał się obierać na księcia pskowskiego kandydatów, którzy będą się cieszyć zaufaniem Moskwy.
W czasie rządów Siemiona w państwie doszło do buntu wspieranych przez Litwę frakcji bojarskich, zaniepokojonych wzmocnieniem władzy wielkiego księcia. Siemion Dumny jednak pokonał szybko buntowników i rozpoczął wojnę z Wielkim Księstwem Litewskim, powstrzymując jego ekspansję na ziemie Rusi Północno-Wschodniej. W polityce zagranicznej umiejętnie wykorzystywał swoje kontakty z chanami tatarskimi. W 1351 roku udaremnił wcielenie Księstwa Smoleńskiego do Litwy. Do Księstwa Moskiewskiego przyłączono m.in. księstwo juriewskie.
Siemion Dumny prowadził zręczną politykę dynastyczną. Jego pierwszą żoną stała się Anstazja Giedyminówna, córka wielkiego księcia litewskiego Giedymina. Następnie poślubił Marię Aleksandrównę, córkę największego rywala swego ojca na Rusi, wielkiego księcia twerskiego Aleksandra Michajłowicza. Jednocześnie swą jedyną córkę wydał za mąż za Wasyla Michajłowicza, protoplastę kaszyńskiej linii książąt twerskich. Więzi dynastyczne w znacznym stopniu przyczyniły się do wzmocnienia pozycji Moskwy na Rusi i obronienia jej niezależności względem Litwy w wojnie w latach 1368–1372.

### Rządy Dymitra Dońskiego

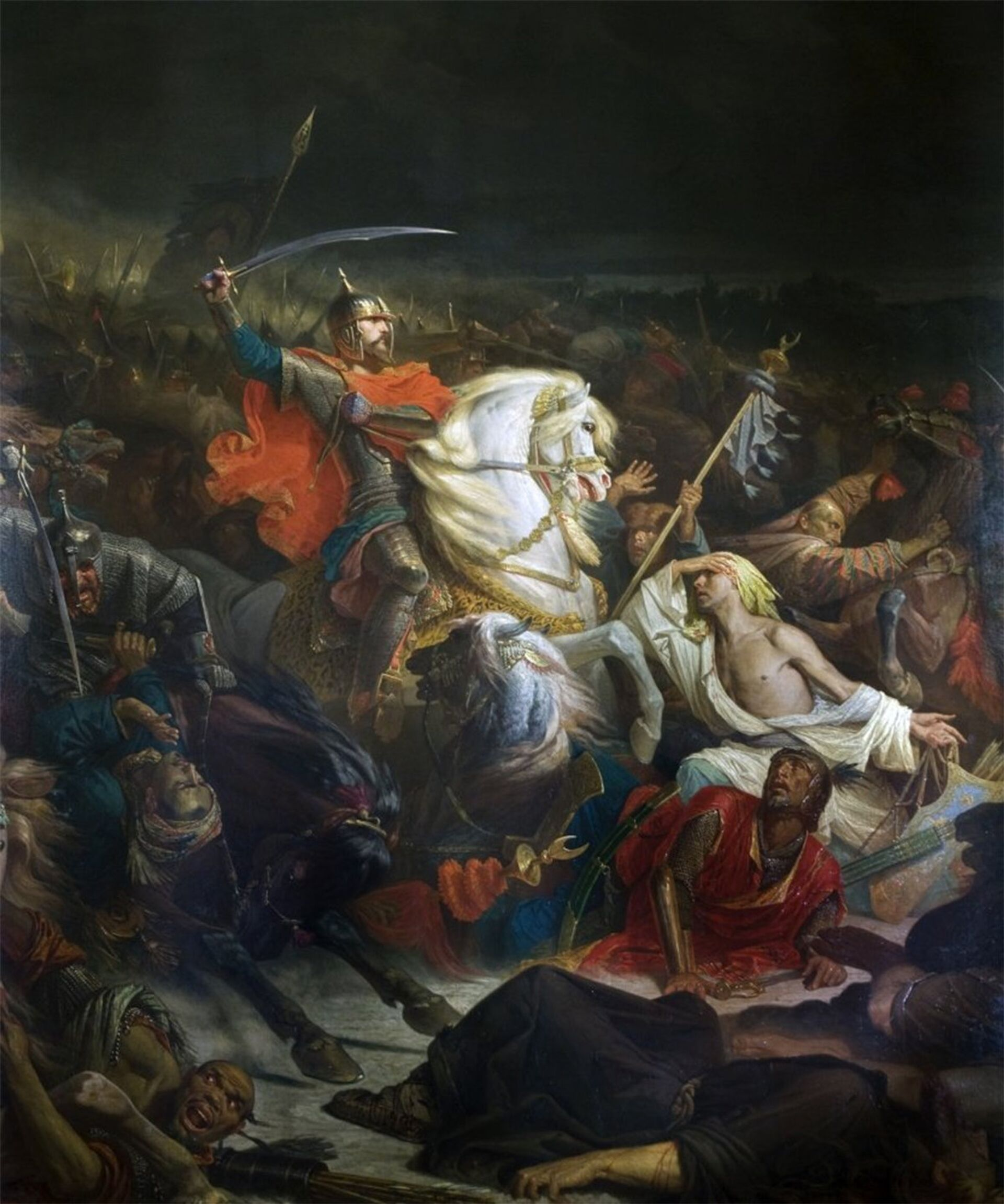
Bitwa na Kulikowym Polu w roku 1380. Zwycięstwo Dymitra Dońskiego stało się początkiem końca panowania Złotej Ordy na Rusi

Po krótkotrwałych rządach Iwana II Pięknego (1353–1359), władzę w państwie moskiewskim przejął jego syn Dymitr Doński. Za jego panowania Moskwa stała się głównym ośrodkiem integracyjnym na Rusi, a Wielkie Księstwo Włodzimierskie znalazło się w trwałym posiadaniu książąt moskiewskich. Moskwa odniosła znaczące zwycięstwa w wojnach ze Złotą Ordą, rozpoczynając koniec panowania tatarskiego na Rusi. Obok sukcesów, Dymitr Doński poniósł również porażki, tracąc zwierzchnictwo nad Wielkim Księstwem Twerskim i Księstwem Smoleńskim.
Za Dymitra Dońskiego wybudowano nowe mury kremla moskiewskiego z białego ciosanego kamienia. Dzieje i czyny Dymitra Dońskiego zostały opisane w XIV. wiecznym anonimowym utworze literackim „Słowo o żywocie i zgonie wielkiego kniazia Dymitra Iwanowicza, cara ruskiego”.

### Rządy Wasyla I
Wasyl I jako pierwszy uzyskał tytuł wielkiego księcia włodzimierskiego w formie dziedzictwa, niezależnie od Złotej Ordy, choć w praktyce musiał starać się o jarłyk. Wasyl I kontynuował proces unifikacji ziem ruskich i wspierał feudalizację stosunków społecznych na Rusi. W 1392 roku przyłączył do Moskwy księstwa niżnonowogrodzkie i muromskie, a w latach 1379–1397 – Kaługę, Wołogdę, Wielki Ustiug i ziemie Komi. W 1390 roku poślubił Zofię, jedyną córkę wielkiego księcia litewskiego Witolda. Jego panowanie przypadło na okres największej potęgi Wielkiego Księstwa Litewskiego. W latach 1406–1408 Wasyl I prowadził wojnę obronną z Litwą, w wyniku której w posiadanie Litwy weszły tzw. Księstwa Wierchowskie z miastami: Lubuck, Sierpiejsk, Kozielsk i Odojew. Musiał również uznać wpływy polityczne Litwy w Pskowie i Nowogrodzie. Jednocześnie Litwa nie zdecydowała się na bezpośredni atak na Moskwę, a państwo moskiewskie nie poniosło żadnych własnych strat terytorialnych. Do historii przeszło słynne „stanie na Ugrze” w 1408 roku, kiedy stojące naprzeciwko siebie wojska litewskie i wielkoruskie przez pół miesiąca nie mogły zdecydować się na rozpoczęcie bitwy. Córka Wasyla I, Anna wyszła za cesarza Bizancjum Jana VIII Paleologa.

### Rządy Wasyla II Ślepego

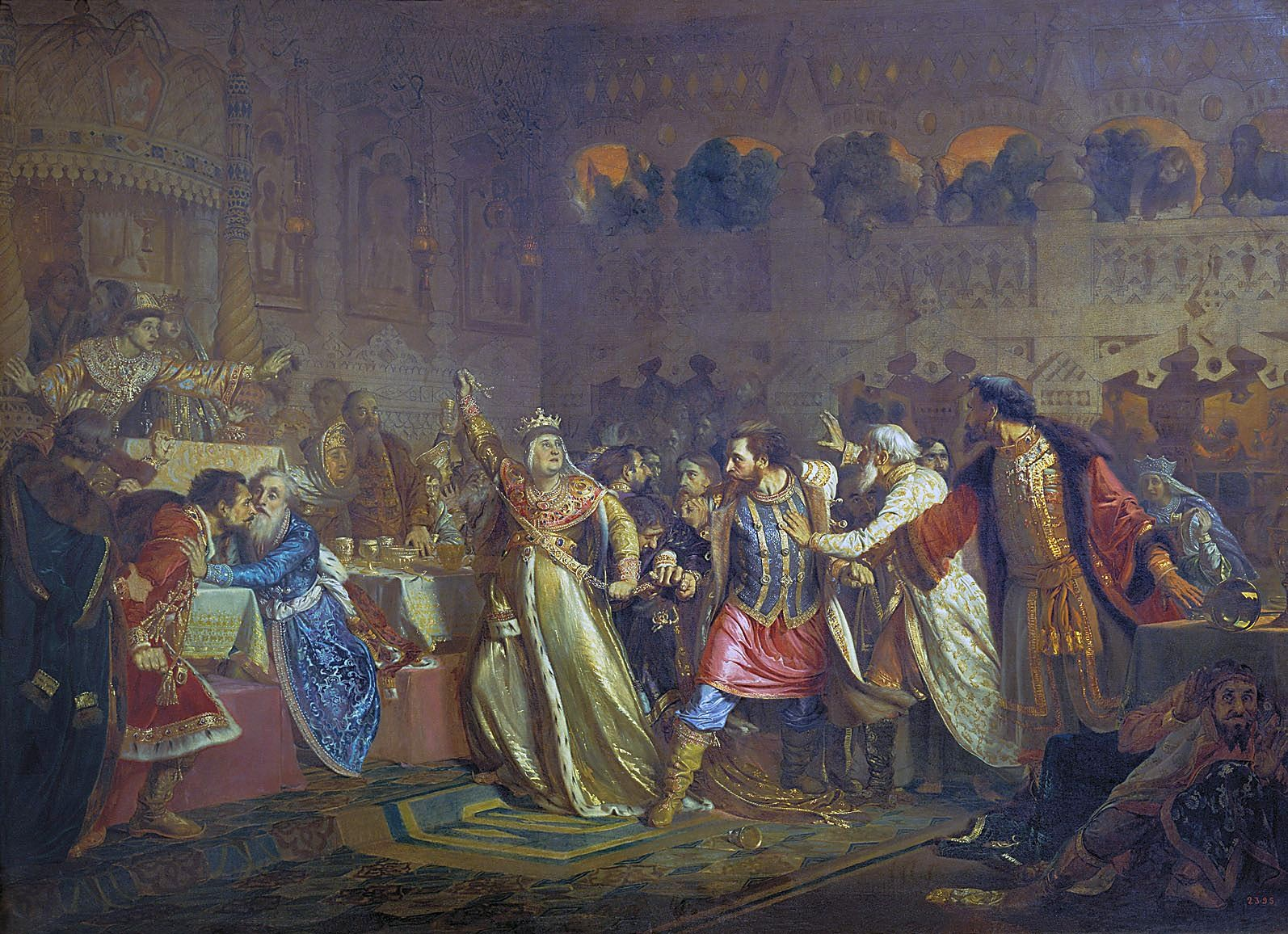
Pawieł Czistiakow: Zofia Witoldówna na ślubie Wasyla II Ślepego w 1433 zrywa z Wasyla Kosookiego pas należący niegdyś do Dymitra Dońskiego

W 1432 roku Wasyl II Ślepy jako pierwszy władca został koronowany na „wielkiego kniazia wszech Rusi” nie we Włodzimierzu, ale w Moskwie. Wasyl II Ślepy musiał toczyć walki o tron moskiewski, najpierw ze stryjem Jerzym Dymitrowiczem, a po jego śmierci w 1434 z jego synami: Wasylem Kosookim i Dymitrem Szemiaką. W roku 1432 poproszony o rozstrzygnięcie sporu chan Złotej Ordy Uług Mehmed przyznał tytuł wielkiego księcia Wasylowi Ślepemu, ale pomimo to ten cztery razy tracił Moskwę: w latach 1433 i 1434 na rzecz Jerzego, ponownie w 1434 na rzecz Wasyla Kosookiego, a w 1446 na rzecz Dymitra Szemiaki. Wówczas, 16 lutego 1446 roku został oślepiony przez spiskowców. Tron moskiewski odzyskał po roku, lecz walki o niego trwały aż do śmierci ostatniego z wrogich mu kuzynów – Dymitra Szemiaki, tj. do 1453 (Wasyl Kosooki zmarł w 1448). Wojna domowa wyniszczyła państwo, ale poprzez konfiskatę majątków przeciwników także je scentralizowała. W trakcie swego panowania Wasyl II zniósł wszystkie małe księstwa udzielne w ramach Wielkiego Księstwa Moskiewskiego. W wyniku serii zwycięskich wojen w latach 1441–1460 zapewnił zwierzchność Moskwy nad Wielkim Księstwem Suzdalskim i Niżnonowogrodzkim oraz republikami: Nowogrodzką, Pskowską i Wiacką. W 1449 roku Wasyl II Ślepy zawarł z królem Polski i wielkim księciem litewskim Kazimierzem IV Jagiellończykiem traktat pokojowy, który zakończył ekspansywną politykę Litwy na wschód.

### Rządy Iwana III Srogiego

#### Zniesienie panowania tatarskiego

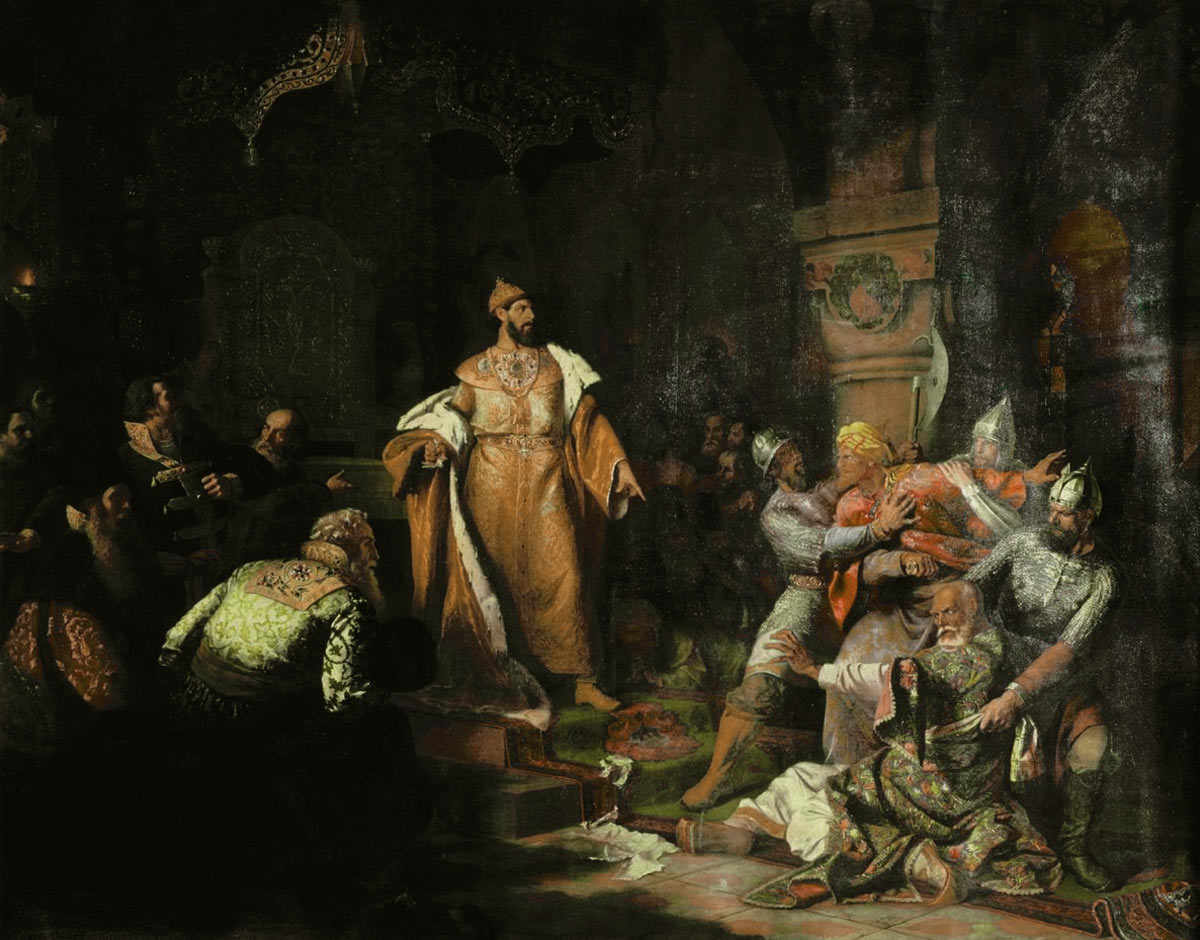
Nikołaj Szustow: Iwan III Srogi znosi igo tatarskie, rozdziera pismo chańskie i rozkazuje zgładzić posłów

Księstwo Moskiewskie, jako pierwsze, podjęło walkę z dominacją tatarską na Rusi. Pierwsze duże zwycięstwo nad Tatarami odniosły wojska ruskie pod wodzą Dymitra Dońskiego w 1380 roku w bitwie na Kulikowym Polu nad Donem. Od początku lat 20. XV wieku następował powolny rozkład Złotej Ordy. Około 1421 roku doszło do wydzielenia się ze Złotej Ordy Chanatu Syberyjskiego, w roku 1428 Chanatu Uzbeckiego, w 1433 Wielkiej Ordy, w 1438 Chanatu Kazańskiego, w 1441 Chanatu Krymskiego i na początku lat 40. XV wieku nastąpiło uniezależnienie się Ordy Nogajskiej. Złota Orda przestała istnieć wraz ze śmiercią ostatniego chana Küczük Mehmeda w 1459 roku. Chanowie Wielkiej Ordy, uważający się za spadkobierców Złotej Ordy podejmowali próby podporządkowania sobie pozostałych państw tatarskich i narzucili swe panowanie księstwom ruskim. W 1472 roku Iwan III zawarł sojusz z Chanatem Krymskim, przestał płacić podatki lenne chanowi Wielkiej Ordy Ahmedowi i jeszcze w tym samym roku, kosztem stosunkowo niewielkich strat, odparł jego wyprawę odwetową. W 1480 roku doszło do kolejnej wyprawy Wielkiej Ordy na Ruś i stanięcia nad Ugrą. Sytuacja patowa pomiędzy wojskami Ahmeda oraz Iwana III została zakończona rezygnacją z agresji Wielkiej Ordy na Wielkie Księstwo Moskiewskie. Wydarzenie to traktowane jest jako symboliczny koniec jarzma mongolskiego na Rusi. W 1487 roku wojska Iwana III zdobyły Kazań i ustanowiły pierwsze w historii ruskie zwierzchnictwo nad częścią dawnej Złotej Ordy – Chanatem Kazańskim. Wielka Orda upadła ostatecznie w 1502 roku, pobita przez krymskich Tatarów.

#### Zjednoczenie ziem ruskich

Wojna litewsko-moskiewska (1500–1503);
Kolor jasnobeżowy oznacza ziemie zdobyte przez Wielkie Księstwo Moskiewskie

Poczynając od Iwana I Kality, władcy Wielkiego Księstwa Moskiewskiego zapoczątkowali długotrwały proces jednoczenia księstw ruskich, dokonywany w drodze dobrowolnych unii, zakupów terytoriów bądź podbojów. Na przeszkodzie realizacji jednoczenia ziem ruskich stanęła rozwijająca się potęga Wielkiego Księstwa Litewskiego (pozostającego od 1386 w unii personalnej z Polską), pod którego wpływami znalazły się dawne zachodnie ziemie Rusi Kijowskiej (m.in. od 1362 sam Kijów).
Dzieło zjednoczenia kontynuował intensywnie Iwan III Srogi, przyłączając do swej domeny: Jarosław, Rostów, Twer i Nowogród Wielki. W latach 1492–1494 i 1500–1503 Iwan III prowadził dwie wojny z Litwą o zwierzchnictwo nad zachodnimi i południowymi ziemiami ruskimi. Na mocy rozejmu zawartego w Moskwie w 1503 roku Wielkie Księstwo Litewskie straciło około ⅓ swojego terytorium. Do państwa moskiewskiego włączono wszystkie Księstwa Wierchowskie, Księstwo czernihowskie i Siewierszczyznę, część Kijowszczyzny, część Księstwa Mścisławskiego, Mglin, część Smoleńszczyzny i część Ziemi połockiej. Na mocy rozejmu państwo litewskie uznało także tytuł „hospodara (gosudara) wszech Rusi” przysługujący wielkim książętom moskiewskim. Wobec kolejnych klęsk osłabiona i zagrożona Litwa, zmuszona została do zacieśnienia związków z Polską podpisując w 1501 roku unię mielnicką, angażując tym samym państwo polskie w serię długotrwałych konfliktów z Rosją.
Za Iwana III Wielkie Księstwo Moskiewskie stało się jednolitym państwem narodowym, została rozbudowana Moskwa, jako stolica, a także Kreml moskiewski, jako rezydencja władcy. Począwszy od końca XIV wieku państwo zaczęto coraz częściej nazywać grecką (bizantyjską) nazwą Rusi: Rossija – Rosja. W okresie tym nastąpiła również unifikacja prawa na Rusi. U podstaw nowego Sudiebnika Iwana III z 1497 roku legły m.in. Ruska Prawda (XI wiek), dźwińska i biełozierska Ustawnaja gramota (1397, 1488) oraz pskowska i nowogrodzka Sudnaja gramota (1467, 1471).

#### Ustanowienie carstwa
W 1472 roku Iwan III Srogi poślubił Zofię Paleolog, bratanicę ostatniego cesarza bizantyjskiego, Konstantyna XI Dragazesa i ostatnią dziedziczkę tronu bizantyjskiego. Po upadku Cesarstwa Bizantyjskiego Wielkie Księstwo Moskiewskie zyskało na znaczeniu jako spadkobierca Bizancjum. Jako herb państwa przejęto bizantyjskiego dwugłowego orła oraz wprowadzono bizantyjski ceremoniał dworski. Zmiany te oficjalnie zatwierdzono w Sudiebniku z 1497 roku. Aspiracje Księstwa Moskiewskiego sformułowano w tezie o Moskwie jako „trzecim Rzymie”. W 1478 Iwan III jako pierwszy władca przyjął tytuł zarówno wielkiego księcia, jak i cara Wszechrusi, choć dopiero Iwan IV Groźny podniósł de facto państwo ruskie do rangi carstwa. Wielkie Księstwo Moskiewskie istniało formalnie do 1547 roku, kiedy to wielki książę moskiewski Iwan IV Groźny przyjął tytuł cara wszystkiej Rusi.

### Rządy Wasyla III
Sprawujący od 1505 roku rządy Wasyl III dokończył dzieło jednoczenia kraju, przyłączając do swego państwa: Psków (1510), Smoleńsk (1514) i Riazań (1521). Wielkie Księstwo Moskiewskie stało się wówczas jedynym istniejącym państwem ruskim (zachodnie księstwa ruskie zostały wcześniej zajęte przez Litwę i Polskę) oraz jedynym niepodległym państwem prawosławnym na Świecie. Za Wasyla III zakończona została rozbudowa Kremla, który otoczony został ceglanym murem z wieżami. Zaznaczyło się również, po okresie wojennych zniszczeń, ożywienie kultury, piśmiennictwa i malarstwa.
Po śmierci Wasyla III, w czasie regencji jego żony Heleny Glińskiej, bojarowie próbowali odzyskać swe wpływy i znaczenie. Helenie udało się zniweczyć spisek bojarów pod wodzą książąt Jurija Dmitrowskiego i Andrieja Starickiego – braci zmarłego Wasyla III, których wtrąciła do więzienia. W 1534 roku wybuchła kolejna wojna z Litwą. Helena związała się z obozem Iwana Oboleńskiego Owcziny-Tielepniewa i Daniela, metropolity Moskwy. W 1535 roku przeprowadziła reformę finansów, wprowadzając jednolitą stopę monetarną. W 1536 roku podpisała zawieszenie broni z Litwą. Wzajemne porachunki, intrygi i spiski bojarów trwały kilkanaście lat, do czasu osiągnięcia pełnoletniości przez następcę tronu Iwana IV, który został koronowany na cara w 1547 roku.

## Religia
Przez cały okres istnienia Wielkiego Księstwa Moskiewskiego dominującą w nim religią było prawosławie. W 1299 roku metropolita Maksym przeniósł na stałe siedzibę metropolitów kijowskich z Kijowa do Włodzimierza (we Włodzimierzu czasowo rezydował już Cyryl II). Maksym następnie przeniósł biskupa włodzimierskiego Szymona do eparchii rostowskiej i sam objął obowiązki hierarchy włodzimierskiego. Dzięki efektownym rządom Jerzego II prestiż Księstwa Moskiewskiego w XIV wieku nieustannie wzrastał. W 1325 roku następca Maksyma, metropolita Piotr II przeniósł rezydencję metropolitów kijowskich z Włodziemierza nad Klaźmą do Moskwy i nakazał swoim następcom rezydować w tym samym miejscu. Piotr II uważany bywa za pierwszego prawosławnego biskupa moskiewskiego, choć on sam posługiwał się tytułem metropolity wszech Rusi.
Dymitr Doński walczył o zachowanie jedności metropolii kijowskiej. Po śmierci metropolity Aleksego w roku 1378 nie dopuścił początkowo do objęcia metropolii przez – wyznaczonego przez Patriarchat Konstantynopolitański – uważanego za stronnika Litwy Cypriana, bezskutecznie usiłując uzyskać akceptację dla własnego kandydata. Następnie wezwał do Moskwy rezydującego w Kijowie Cypriana, który objął stolicę w 1381, lecz rok później powrócił do Kijowa. Sytuacja w Cerkwi nie unormowała się już do końca rządów Dymitra. Chaos ten był wywołany dążeniem do zachowania jedności metropolii kijowskiej i zachowania zwierzchnictwa rezydującego w Moskwie metropolity także nad prawosławnymi strukturami w Wielkim Księstwie Litewskim (zapobieżenie istnieniu samodzielnej metropolii litewskiej).
Dzięki staraniom Wasyla II Ślepego ruscy biskupi obrali w roku 1448 na metropolitę kijowskiego Jonasza. Wybór ten nie został potwierdzony przez patriarchę Konstantynopola i faktycznie oznaczał jednostronne ogłoszenie autokefalii metropolii. W 1452 roku Wasyl II prosił patriarchę o usankcjonowanie wyboru Jonasza, jednak upadek Konstantynopola w roku następnym uniemożliwił rozwiązanie całej sprawy. Przed swoją śmiercią w 1461 metropolita Jonasz wskazał Teodozjusza jako najodpowiedniejszego kandydata na swojego następcę na katedrze. Wybór ten został w 1461 roku zatwierdzony przez sobór biskupów ruskich. Wybór Teodozjusza (podobnie jak w przypadku Jonasza) odbył się bez potwierdzenia ze strony patriarchy Konstantynopola, z tą jednak różnicą, że wielki książę moskiewski nawet się o nią nie ubiegał, a jedynie sam wyraził aprobatę dla decyzji biskupów. Wybór Jonasza został początkowo uznany w Polsce i Wielkim Księstwie Litewskim, co potwierdził w 1451 roku król Kazimierz Jagiellończyk. Jednak w 1458 papież Pius II w porozumieniu z patriarchą Konstantynopola skierował do Kijowa unitę Grzegorza II. Po przyjeździe Grzegorza w państwach polskim i litewskim przestano respektować zwierzchność Jonasza, co ostatecznie doprowadziło do podziału metropolii kijowskiej na kijowską i moskiewską. Grzegorz był uczniem metropolity Izydora, zwolennika unii florenckiej, przepędzonego z tego powodu z ziem Rusi Moskiewskiej, nieprzychylnie przyjętego również przez duchowieństwo i wiernych prawosławnym w Królestwie Polskim i Wielkim Księstwie Litewskim. Nominacja Grzegorza na metropolitę kijowskiego zyskała aprobatę Kazimierza Jagiellończyka. Król polski dążył do tego, by Grzegorz II został uznany za zwierzchnika Kościoła prawosławnego na całych ziemiach ruskich, także w Wielkim Księstwie Moskiewskim, gdzie w 1448 na metropolitę kijowskiego wybrany został Jonasz. Starania Kazimierza Jagiellończyka nie przyniosły rezultatu. Po powstaniu z inicjatywy króla polskiego alternatywnej metropolii w Kijowie, w roku 1458 zwierzchnicy dotychczasowej metropolii w Wielkim Księstwie Moskiewskim ogłosili się jedynymi kanonicznymi hierarchami prawosławnymi w całej metropolii kijowskiej.

## Wielcy książęta moskiewscy
Przez cały czas istnienia Księstwa Wielkomoskiewskiego panowali w nim książęta dynastii Rurykowiczów wywodzący się w linii prostej od Ruryka. Byli to: Iwan III Srogi (1462–1505), Wasyl II Ślepy (1425–1462), Wasyl I (1389–1425), Dymitr Doński (1359–1389), Iwan II Piękny (1353–1359), Siemion Dumny (1340–1353) i Iwan I Kalita (1328–1340).
Iwan Kalita był synem księcia moskiewskiego Daniela, ten zaś synem wielkiego księcia włodzimierskiego, kijowskiego i nowogrodzkiego Aleksandra Newskiego, który Księstwo Moskiewskie dla swego najmłodszego syna Daniela wydzielił. Aleksander Newski był zaś synem wlk. ks. włodzimierskiego i kijowskiego Jarosława II, ten zaś synem wlk. ks. włodzimierskiego Wsiewołoda III, ten z kolei był synem wlk. ks. włodzimierskiego i kijowskiego Jerzego Dołgorukiego, ten zaś synem wlk. ks. kijowskiego Włodzimierza II Monomacha, który był synem wlk. ks. kijowskiego, czernihowskiego, perejasławskiego, rostowskiego i suzdalskiego Wsiewołoda I, ten zaś synem wlk. ks. kijowskiego Jarosława I Mądrego, ten zaś synem wlk. ks. kijowskiego Włodzimierza I Wielkiego, ten zaś wlk. ks. kijowskiego Światosława I, ten zaś wlk. ks. kijowskiego Igora, który był jedynym synem Ruryka, założyciela państwa ruskiego.
| Daty panowania                                                                        | Władca              | Portret władcy | Rodzice                                                | Urodzony             | Zmarł                |
| ------------------------------------------------------------------------------------- | ------------------- | -------------- | ------------------------------------------------------ | -------------------- | -------------------- |
| Pierwszy książę moskiewski: 1263–1303                                                 | Daniel I Moskiewski |                | Aleksander I Newski, Aleksandra Briaczysławna Połocka  | 1261                 | 5 marca 1303         |
| 1303–1325                                                                             | Jerzy II Moskiewski |                | Daniel I Moskiewski, nieznana                          | 1281                 | 21 listopada 1325    |
| 1325–1340                                                                             | Iwan I Kalita       |                | Daniel I Moskiewski, Maria                             | 1288                 | 31 marca 1340        |
| 1340–1353                                                                             | Siemion Dumny       |                | Iwan I Kalita, Helena Aleksandrówna Smoleńska          | 1316                 | 27 kwietnia 1353     |
| 1353–1359                                                                             | Iwan II Piękny      |                | Iwan I Kalita, Helena Aleksandrówna Smoleńska          | 30 marca 1326        | 13 listopada 1359    |
| 1359–1389                                                                             | Dymitr Doński       |                | Iwan II Piękny, Aleksandra Iwanowna Wieljaminowa       | 12 października 1350 | 19 maja 1389         |
| 1389–1425                                                                             | Wasyl I             |                | Dymitr I Doński, Eudoksja Dymitrówna                   | 30 grudnia 1371      | 27 lutego 1425       |
| 1425–1433 1433–1434 1434–1445 1445–1446 1447–1462                                     | Wasyl II Ślepy      |                | Wasyl I, Zofia Witoldówna                              | 10 marca 1415        | 27 marca 1462        |
| 1433                                                                                  | Jerzy Zwenigrodzki  |                | Dymitr Doński, Eudoksja Dymitrówna                     | 26 listopada 1374    | 5 czerwca 1434       |
| 1434                                                                                  | Wasyl Kosooki       |                | Jerzy Zwenigrodzki, Anastazja Jurijewiczówna Smoleńska | ok. 1415             | 11 listopada 1448    |
| 1445 1446–1447                                                                        | Dymitr Szemiaka     |                | Jerzy Zwenigrodzki, Anastazja Jurijewiczówna Smoleńska | 1421                 | 1453                 |
| 1462–1505 Jako pierwszy wprowadził tytuł cara w kontaktach dyplomatycznych            | Iwan III Srogi      |                | Wasyl II Ślepy, Maria                                  | 22 stycznia 1440     | 27 października 1505 |
| 1505-1533                                                                             | Wasyl III           |                | Iwan III Srogi, Zofia Paleolog                         | 25 marca 1479        | 4 grudnia 1533       |
| 1533–1584 Jako pierwszy został koronowany na cara, dając początek Carstwu Rosyjskiemu | Iwan IV Groźny      |                | Wasyl III, Helena Glińska                              | 25 sierpnia 1530     | 18 marca 1584        |